# Дука, Константин Георгиевич
Константин Георгиевич Дука (молд. Константин Дука) — господарь Молдавского княжества с апреля 1693 по 8 (18) декабря 1695 и с 12 сентября 1700 по 26 июля 1703 года. Сын господаря Георгия Дуки.
Константин Дука преследовал цель собрать как можно больше денег, чтобы рассчитаться с турками за право управления Молдавией. В первые два года он ввёл табачный, кукурузный налоги и налог на крупный рогатый скот — самую тяжёлую подать в истории Молдавского княжества. Вопреки усилиям тестя Дуки — валашского господаря Константина Брынковяну — турки его сместили в 1700 году. Брынковяну с помощью даров и взяток удалось убедить оттоманов назначить Дуку во второй раз. В своё второе правление он преследовал сторонников Кантемиров. Турки снова сместили Константина в 1703 году и назначили каймакамом (заместителем господаря) великого логофета Иоана Бухуша.